# اعتصابات ۲۰۲۳ سگ-افترا
از ۱۴ ژوئیه تا ۹ نوامبر ۲۰۲۳، اتحادیهٔ بازیگران ایالات متحده یعنی سگ-افترا (انجمن بازیگران سینما و فدراسیون هنرمندان تلویزیون و رادیو آمریکا) به‌دلیل اختلافات کاری با اتحادیهٔ تهیه‌کنندگان فیلم و تلویزیون، در اعتصاب بود. از نظر زمانی این طولانی‌ترین اعتصاب در تاریخ سگ-افترا بود؛ مجموع تأثیر آن به‌همراه اعتصاب انجمن نویسندگان آمریکا در سال ۲۰۲۳ منجر به از دست دادن ۴۵٫۰۰۰ وظیفهٔ کاری شد و برآوردها از زیان ۶٫۵ میلیارد دلاری به اقتصاد کالیفرنیای جنوبی خبر داد. به‌گفتهٔ ددلاین هالیوود، «ناخوشایندترین درد» ممکن است در میان کارکنان زیر خط احساس می‌شد که مجبور بودند خانه‌های خود را بفروشند یا گرو بگذارند، و برای دوام آوردن از حساب‌های پس‌انداز بازنشستگی استفاده کنند.
به موازات اعتصاب ۲۰۲۳ انجمن نویسندگان آمریکا که در ۲۷ سپتامبر ۲۰۲۳ به پایان رسید، اعتصابات سگ-افترا بخشی از یک سری اختلافات کاری گسترده‌تر در هالیوود بود. هر دو اعتصاب سگ-افترا و انجمن نویسندگان آمریکا در بزرگ‌ترین وقفهٔ صنعت فیلم و تلویزیون آمریکا از زمان تأثیر همه‌گیری کویید-۱۹ هنگام سه سال پیش (۲۰۲۰) نقش داشتند. در کنار همبستگی با نویسندگان، این اعتصاب به دگرگونی‌هایی در صنعت ناشی‌شده از استریمینگ و تأثیر آن بر غرامت‌های پرداخت‌شده به سینماگران و همچنین سایر فناوری‌های جدید مانند هوش مصنوعی و تفریحات دیجیتالی منجر شد. از زمان اعتصاب بازیگران در سال ۱۹۸۰، این نخستین باری بود که بازیگران در ایالات متحده شروع به اختلاف کاری کردند و نخستین بار از سال ۱۹۶۰ بود که بازیگران و نویسندگان به‌طور هم‌زمان اعتصاب کردند.
مذاکرات میان سگ-افترا و اتحادیهٔ تهیه‌کنندگان از ۲ اکتبر تا ۱۱ اکتبر انجام شد و در ۲۴ اکتبر از سر گرفته شد. در ۸ نوامبر ۲۰۲۳، یک توافق غیرقطعی میان دو طرف انجام شد. اعتصاب در ۹ نوامبر در ساعت ۱۲:۰۱ بامداد (منطقهٔ زمانی اقیانوس آرام) به پایان رسید. در ۵ دسامبر، کارمندان سگ-افترا به‌طور رسمی قرارداد را به تصویب رساندند و بیش از ۷۸٪ از اعضا هم‌رأی با این قرارداد بودند.